# The Blueprint²: The Gift & the Curse
The Blueprint2: The Gift & the Curse (em português: Os Projetos: O Presente e a Maldição) é o sétimo álbum de estúdio pelo rapper Jay-Z, lançado em Novembro de 2002. Algumas músicas desse álbum também aparecem no álbum The Blueprint 2.1.
| Críticas profissionais | Críticas profissionais |
| Avaliações da crítica  | Avaliações da crítica  |
| Fonte                  | Avaliação              |
| ---------------------- | ---------------------- |
| Allmusic               | [ 2 ]                  |
| The A.V. Club          | (favorável)            |
| Entertainment Weekly   | (C)                    |
| NME                    | (8/10)                 |
| Pitchfork Media        | (7.5/10)               |
| PopMatters             | (mista)                |
| RapReviews             | (8.5/10)               |
| Rolling Stone          | [ 9 ]                  |
| Spin                   | link                   |
| Village Voice          | (favorável)            |

Assim como seus 4 álbuns passados, ele estreou na primeira possição, com 545.000 pontos na primeira semana de vendas, e vendeu 2.117.000 unidades desde Fevereiro de 2012 nos Estados Unidos. Ele foi muito criticado por ter participações mais puxadas para o pop, ao contrário do álbum The Blueprint, que praticamente não teve participações especiais.
O disco 1, The Gift, teve grandes hit singles, como "'03 Bonnie & Clyde" e "Excuse Me Miss".
Já o disco 2, The Curse, teve um tom mais sombrio, com influencias de Ja Rule, Nas e o mentor de Jay-Z, Jaz-O.
Nesse período, foi publicado seu relacionamento com a cantora Beyoncé Knowles.

## Faixas

### Disco um:The Gift
| #  | Título                 | Escritor | Produtor(s)                 | Participação(s)                                                               |
| -- | ---------------------- | --- | --------------------------- | ----------------------------------------------------------------------------- |
| 1  | "A Dream"              | S. Carter, C. Wallace, K. West, S. Combs, J.C. Olivier, J. Mtume                                                     | Kevin Miller                | Faith Evans & The Notorious B.I.G.                                            |
| 2  | "Hovi Baby"            | S. Carter, J. Smith, K. Edmonds                                                                                      | Just Blaze                  | Vozes adicionais: Christy Love                                                |
| 3  | "The Watcher 2"        | S. Carter, A. Young, W. Griffin                                                                                      | Dr. Dre                     | Dr. Dre, Rakim & Truth Hurts                                                  |
| 4  | "'03 Bonnie & Clyde"   | S. Carter, K. West, T. Shakur, D. Harper, T. Rouse, T. Wrice, P. Nelson                                              | Kanye West                  | Beyoncé Knowles das Destiny's Child                                           |
| 5  | "Excuse Me Miss"       | S. Carter, P. Williams, Chad Hugo                                                                                    | The Neptunes                | Pharrell Williams (não teve credito)                                          |
| 6  | "What They Gonna Do"   | S. Carter, T. Mosley                                                                                                 | Timbaland                   | Sean Paul                                                                     |
| 7  | "All Around the World" | S. Carter, D. Wilson, G. Clinton Jr., W. Collins, Hawkins, J. Jefferson, C. Simmons, J. Vitti, J. Theracon, B. Hawes | No I.D.                     | LeToya Luckett                                                                |
| 8  | "Poppin' Tags"         | S. Carter, A. Patton, C. Mitchell, K. West, W. Robinson, R. Michael                                                  | Kanye West                  | Big Boi, Killer Mike & Twista Vozes adicionais: Sleepy Brown e Debra Killings |
| 9  | "Fuck All Nite"        | S. Carter, P. Williams, C. Hugo                                                                                      | The Neptunes                | Vozes adicionais: Tanisha Carnes                                              |
| 10 | "The Bounce"           | S. Carter, T. Mosley                                                                                                 | Timbaland                   | Raje Shwari                                                                   |
| 11 | "I Did It My Way"      | S. Carter, C. Stanton, J. Kendrix, J. Revaud, G. Thibaut, P. Anka, C. Francois                                       | Jimmy Kendrix and Big Chuck | Frank Sinatra                                                                 |

### Disco dois:The Curse
| #  | Título                            | Escritores | Produtor(s)                | Participação(s)                                                        |
| -- | --------------------------------- | --- | -------------------------- | ---------------------------------------------------------------------- |
| 1  | "Diamond Is Forever"              | S. Carter, C. Stanton, T. Feemster                                                                                     | Ron Feemster and Big Chuck | Vozes adicionais: Michelle Rosario                                     |
| 2  | "Guns & Rhymes"                   | S. Carter, D. Myers, John McCrea                                                                                       | Heavy D                    | Lenny Kravitz                                                          |
| 3  | "U Don't Know (Remix)"            | S. Carter, J. Grinnage, E. Murray, J. Smith, B. Byrd                                                                   | Just Blaze                 | M.O.P.                                                                 |
| 4  | "Meet the Parents"                | S. Carter, J. Smith | Just Blaze                 |                                                                        |
| 5  | "Some How Some Way"               | S. Carter, D. Grant, B. Jordan, J. Smith, M. McGloiry                                                                  | Just Blaze                 | Beanie Sigel & Scarface                                                |
| 6  | "Some People Hate"                | S. Carter, K. West, B. Russell                                                                                         | Kanye West                 |                                                                        |
| 7  | "Blueprint²"                      | S. Carter, H. Charlemagne, E. Morricone                                                                                | Charlemagne                |                                                                        |
| 8  | "Nigga Please"                    | S. Carter, C. Ries, P. Williams, C. Hugo                                                                               | The Neptunes               | Young Gunz Vozes adicionais: Pharrell Williams (não creditado)         |
| 9  | "2 Many Hoes"                     | S. Carter, T. Mosley                                                                                                   | Timbaland                  | Additional vocals: Timbaland                                           |
| 10 | "As One"                          | S. Carter, M. Cox, L. Pridgen, C. Ries, E. Del Barrio, K. Johnson, M. White, V. White, J. Smith, P. Ziyas, H. Muhammed | Just Blaze                 | Memphis Bleek, Freeway, Young Gunz, Peedi Crakk, Omillio Sparks & Rell |
| 11 | "A Ballad for the Fallen Soldier" | S. Carter, P. Williams, C. Hugo                                                                                        | The Neptunes               | Vozes adicionais: Marc Dorsey                                          |
| 12 | "Show You How"*                   | S. Carter, J. Smith | Just Blaze                 |                                                                        |
| 13 | "Bitches & Sisters"*              | S. Carter, J. Smith, I. Hayes, D. Porter                                                                               | Just Blaze                 |                                                                        |
| 14 | "What They Gonna Do Part II"*     | S. Carter, D. Branch                                                                                                   | Darrell "Digga" Branch     |                                                                        |

## Gráficos
| Gráficos (2002)                         | Posição de pico |
| --------------------------------------- | --------------- |
| Canadá (Billboard)                      | 8               |
| Países Baixos (Dutch Charts)            | 66              |
| França (SNEP)                           | 79              |
| Alemanha (Offizielle Deutsche Charts)   | 61              |
| Nova Zelândia (RMNZ)                    | 49              |
| Escócia (Official Scottish Albums)      | 37              |
| Suíça (Schweizer Hitparade)             | 52              |
| Reino Unido (Official Albums Chart)     | 23              |
| Reino Unido (UK R&B Albums Chart)       | 4               |
| Estados Unidos (Billboard 200)          | 1               |
| Estados Unidos (Top R&B/Hip Hop Albums) | 1               |